# Korshvidskæving
Korshvidskæving er en lille delfin, der findes i Sydpolarhavet omkring Antarktis. Den ses ikke sjældent fra skibe i Drakestrædet, men der vides stort set intet om dens biologi. Arten er første gang videnskabeligt beskrevet i 1824 af Qouy og Galmard på grundlag af en tegning i bogen Pacific Ocean fra 1820. Det er dermed den eneste hval der er beskrevet og accepteret som art alene på baggrund af øjenvidneberetninger. På trods af årtiers hvalfangst i Sydpolarhavet kendte man i 1960 kun til 3 eksemplarer og i 2010 har kun 6 komplette og 14 ukomplette eksemplarer været undersøgt.
Systematisk placeres korshvidskæving i slægten Lagenorhynchus, sammen med bl.a. hvidnæse fra Nordatlanten, men nyere molekylærgenetiske data peger på at arten er nærmere beslægtet med rethvalsdelfinerne og særligt slægten Cephalorhynchus. Samme molekylærgenetiske data peger på at sydlig hvidskæving er den nærmest beslægtede art.

## Udseende
Korshvidskæving er umiskendelig i sit udbredelsesområde med den kraftige rygfinne og de skarpt markerede sorte og hvide tegninger, der fra siden ligner et liggende timeglas og fra rygsiden minder om et malteserkors (heraf navnet korshvidskæving og det latinske artsnavn cruciger. Den kan kun forveksles med den sydlige rethvalsdelfin, men da rethvalsdelfinen mangler en rygfinne er de to arter nemme at adskille.
Fuldt udvoksede individer er omkring 1,8 m lange og vejer 90-120 kg. På grund af det lave antal individer man har undersøgt er det vanskeligt at afgøre om der er kønsforskelle i størrelse, men det formodes at hannerne er lidt mindre og lettere end hunnerne.

## Bestand og udbredelse
Udbredelsen er cirkumpolar fra den antarktiske pakis til omkring 45°S, hvor arten træffes på det åbne hav. De nordligste sikre observationer er 36°S i Sydatlanten og 33°S i østlige Stillehav, nær Valparaíso, Chile. Korshvidskæving ses hyppigst syd for New Zealand, omkring Sydshetlandsøerne og i Drake Strædet.

## Adfærd
Korshvidskæving træffes oftest i små grupper på 5-10 individer. Største rapporterede gruppe var på 60 dyr. De ses ofte søge føde sammen med andre hvaler, især finhvaler, men også sejhval, vågehval, sydlig døgling, langluffet grindehval og sydlig rethvalsdelfin. Korshvidskæving kommer gerne til skibe for at ride på bovbølgen.
De sparsomme undersøgelser af maveindhold tyder på, at arten lever af forskellige blæksprutter og småfisk.